# Teodoro (conde do Tema Opsiciano)
Teodoro (em armênio/arménio: Θεόδωρος; romaniz.: Theódoros; em latim: Theodorus) foi um oficial bizantino do século VII, ativo no reinado de Constante II (r. 641–668) e Constantino IV (r. 668–685). É registrado numa inscrição como patrício e conde do Tema Opsiciano. Embora provável, é rejeitada a associação com o homônimo que participou no Sexto Concílio Ecumênico de 680/681. Alguns tentam associá-lo ao homônimo conhecido a partir de uma inscrição em Prusa, na Bitínia ou com o patrício homônimo ativo nesse período.